# 렘킨 연구소
집단살해 예방을 위한 렘킨 연구소(Lemkin Institute for Genocide Prevention)는 라파엘 렘킨의 뜻을 기려 집단살해를 예방하는 활동을 하는 다국적 NGO이다.

## 목표
렘킨 연구소는 대량 학살을 단일 사건이 아닌 10가지 패턴으로 분류할 수 있는 과정으로 식별하는 것을 목표로 한다. 이 프레임워크는 1948년 대량 학살 협약에서 발견된 것보다 정의를 더 광범위하게 만든다. 분석에 대한 8단계 접근 방식은 대량 학살을 초기 단계에서 식별하는 것을 목표로 한다. 연구소는 대량 학살 예방을 위한 11가지 원칙을 정의한다. 연구소는 대량 학살이 모든 곳의 집단에서 일어날 수 있으며 이에 저항하기 위해 노력하는 것은 모든 사람의 책임이라고 생각한다.